# Mäkijärvi (sjö i Norra Savolax)
Mäkijärvi är en sjö i Finland. Den ligger i kommunen Pielavesi i landskapet Norra Savolax, i den centrala delen av landet, 400 km norr om huvudstaden Helsingfors. Mäkijärvi ligger 176 meter över havet. I omgivningarna runt Mäkijärvi växer i huvudsak blandskog. Den är 11,9 meter djup. Arean är 48,5 hektar och strandlinjen är 3,36 kilometer lång. Sjön  ingår i Kymmene älvs huvudavrinningsområde. 